# Mimetus ryukyus
Mimetus ryukyus es una especie de araña araneomorfa del género Mimetus, familia Mimetidae. Fue descrita científicamente por Yoshida en 1993.
Habita en Taiwán y Japón (islas Ryūkyū).